# Holotrochus hamatus
Holotrochus hamatus – gatunek chrząszcza z rodziny kusakowatych i podrodziny Osoriinae.

## Taksonomia
Gatunek opisany został w 2013 roku przez Urlicha Irmlera na podstawie pojedynczego okazu samca odłowionego w 1966 roku.

## Opis
Chrząszcz o ciele długości 4,2 mm. Ubarwiony czarno z brązowymi pokrywami z rudą tylną krawędzią przedplecza. Oczy niewypukłe, prawie dwukrotnie krótsze od skroni. Ciemię z nieregularnym punktowaniem i drobną, rzadką mikropunktacją. Czułka czerwone, krótkie, nieco tylko dłuższe od głowy, o drugim członie kulistym, połowę krótszym od stożkowatego trzeciego, czwartym szerszym niż długim, a dziesiątym dwukrotnie szerszym od swojej długości. Przedplecze najszersze w połowie. Tylna jego połowa nieco tylko zwężona, o bokach prawie równoległych, a przednia zwężona silniej. Pokrywy o wyraźnych, prawie wielokątnych, opatrzonych ząbkiem ramionach i grubej, umiarkowanie gęstej punktacji oraz skórzastej rzeźbie. Odwłok bardzo drobno punktowany i mikrosiateczkowany. Edeagus z krótką, zakrzywioną częścią wierzchołkową i tępym wierzchołkiem. Paramery krótsze od wierzchołkowej części płatka środkowego. Endophallus dwupłatkowaty. Grzbietowy płatek z rzędem czterech ząbków.

## Występowanie
Gatunek znany wyłącznie z Puerto Presidente Stroessner w Paragwaju.